# Nilüfer Belediye (volley-ball féminin)
Maillots
Nilüfer Belediye est un club turc de volley-ball fondé en 1999 et basé à Bursa, évoluant pour la saison 2020-2021 en Misli.com Sultanlar Ligi.

## Historique
Nilüfer Belediye Spor Kulübü est créée en 1999.

## Palmarès
- Coupe de Turquie
  - Finaliste : 2011.
- BVA Cup
  - Vainqueur : 2011[2].

## Effectifs

### Saison 2020-2021
| No                                                                              | Nom                                                                             | Date de naissance                                                               | Taille                         | Poids                          | Poste                          |
| ------------------------------------------------------------------------------- | ------------------------------------------------------------------------------- | ------------------------------------------------------------------------------- | ------------------------------ | ------------------------------ | ------------------------------ |
| 1                                                                               | Fulden Ural                                                                     | 3 janvier 1991                                                                  | 186                            | 76                             | Réceptionneuse-attaquante      |
| 2                                                                               | Aslı Tecimer                                                                    | 12 mai 2000                                                                     | 179                            |                                | Réceptionneuse-attaquante      |
| 4                                                                               | Willow Johnson                                                                  | 23 avril 1998                                                                   | 191                            | 79                             | Attaquante                     |
| 5                                                                               | Merve Nezir                                                                     | 16 décembre 1997                                                                | 188                            | 69                             | Réceptionneuse-attaquante      |
| 8                                                                               | Buse Ünal                                                                       | 29 juillet 1997                                                                 | 189                            | 72                             | Passeuse                       |
| 10                                                                              | Merve Tanıl                                                                     | 22 février 1990                                                                 | 182                            | 64                             | Passeuse                       |
| 11                                                                              | Buse Kayacan                                                                    | 15 juillet 1992                                                                 | 176                            | 60                             | Libero                         |
| 12                                                                              | Aybüke Özdemir                                                                  | 15 juin 1996                                                                    | 192                            | 67                             | Centrale                       |
| 13                                                                              | Sarah Wilhite                                                                   | 30 juillet 1995                                                                 | 185                            | 75                             | Réceptionneuse-attaquante      |
| 15                                                                              | Naz Yılmaz                                                                      | 23 novembre 1996                                                                | 165                            |                                | Libero                         |
| 18                                                                              | Yasemin Şahin                                                                   | 28 janvier 1995                                                                 | 188                            |                                | Centrale                       |
| 19                                                                              | Emily Maglio                                                                    | 13 novembre 1996                                                                | 189                            | 82                             | Centrale                       |
|                                                                                 |                                                                                 |                                                                                 |                                |                                |                                |
| Encadrement technique                                                           | Encadrement technique                                                           |                                                                                 | Légende                        | Légende                        | Légende                        |
| Entraîneur : Dehri Can Dehrioğlu                                                | Entraîneur : Dehri Can Dehrioğlu                                                | Entraîneur : Dehri Can Dehrioğlu                                                | : Capitaine                    | : Capitaine                    | : Capitaine                    |
| Entraîneur(s) adjoint(s) : Haluk Korkmaz Entraîneur(s) adjoint(s) : Tamer Altay | Entraîneur(s) adjoint(s) : Haluk Korkmaz Entraîneur(s) adjoint(s) : Tamer Altay | Entraîneur(s) adjoint(s) : Haluk Korkmaz Entraîneur(s) adjoint(s) : Tamer Altay | : Joueuse blessée actuellement | : Joueuse blessée actuellement | : Joueuse blessée actuellement |